# Moderní pětiboj na Letních olympijských hrách 2012
Moderní pětiboj na Letních olympijských hrách 2012 se odehrával v dnech 11. srpna (muži) a 12. srpna (ženy) 2012. První disciplína, šerm, se odehrála v Copper Box, plavání v Londýnském centru plaveckých sportů, parkúr a závěrečná kombinace střelby a běhu v Greenwich Parku.
Mužské části moderního pětiboje se zúčastnilo 36 závodníků z 22 států. Vítězem mužského klání se stal Čech David Svoboda, stříbro bral Číňan Cchao Čung-žung a bronz Maďar Ádám Marosi.

## Medailisté
| Kategorie | Zlato                    | Stříbro                  | Bronz                 |
| --------- | ------------------------ | ------------------------ | --------------------- |
| Muži      | David Svoboda (CZE)      | Cchao Čung-žung (CHN)    | Ádám Marosi (HUN)     |
| Ženy      | Laura Asadauskaitė (LTU) | Samantha Murrayová (GBR) | Yane Marquesová (BRA) |